# Lee Heung-sil
Lee Heung-sil ((이흥실?, 李興實?); Jinhae, 10 luglio 1961) è un ex calciatore sudcoreano, di ruolo centrocampista.

## Statistiche

### Cronologia presenze e reti in nazionale
| Cronologia completa delle presenze e delle reti in nazionale ― Corea del Sud | Cronologia completa delle presenze e delle reti in nazionale ― Corea del Sud | Cronologia completa delle presenze e delle reti in nazionale ― Corea del Sud | Cronologia completa delle presenze e delle reti in nazionale ― Corea del Sud | Cronologia completa delle presenze e delle reti in nazionale ― Corea del Sud | Cronologia completa delle presenze e delle reti in nazionale ― Corea del Sud | Cronologia completa delle presenze e delle reti in nazionale ― Corea del Sud | Cronologia completa delle presenze e delle reti in nazionale ― Corea del Sud |
| Data                                                                         | Città                                                                        | In casa                                                                      | Risultato                                                                    | Ospiti                                                                       | Competizione                                                                 | Reti                                                                         | Note                                                                         |
| ---------------------------------------------------------------------------- | ---------------------------------------------------------------------------- | ---------------------------------------------------------------------------- | ---------------------------------------------------------------------------- | ---------------------------------------------------------------------------- | ---------------------------------------------------------------------------- | ---------------------------------------------------------------------------- | ---------------------------------------------------------------------------- |
| 21-11-1982                                                                   | Nuova Delhi                                                                  | Corea del Sud                                                                | 3 – 0                                                                        | Yemen del Sud                                                                | Giochi asiatici 1982                                                         | -                                                                            | 70’                                                                          |
| 25-11-1982                                                                   | Nuova Delhi                                                                  | Giappone                                                                     | 2 – 1                                                                        | Corea del Sud                                                                | Giochi asiatici 1982                                                         | -                                                                            | 70’                                                                          |
| 6-3-1983                                                                     | Tokyo                                                                        | Giappone                                                                     | 1 – 1                                                                        | Corea del Sud                                                                | Korea-Japan Annual Match                                                     | -                                                                            |                                                                              |
| 6-6-1983                                                                     | Suwon                                                                        | Corea del Sud                                                                | 4 – 0                                                                        | Thailandia                                                                   | 1983 President's Cup                                                         | -                                                                            |                                                                              |
| 29-7-1983                                                                    | Los Angeles                                                                  | Guatemala                                                                    | 1 – 1                                                                        | Corea del Sud                                                                | Amichevole                                                                   | -                                                                            |                                                                              |
| 21-6-1990                                                                    | Udine                                                                        | Corea del Sud                                                                | 0 – 1                                                                        | Uruguay                                                                      | Mondiali 1990 - 1º turno                                                     | -                                                                            | 22’                                                                          |
| Totale                                                                       |                                                                              | Presenze                                                                     | 6                                                                            |                                                                              | Reti                                                                         | 0                                                                            |                                                                              |